# 앙굿따라 니까야
앙굿타라 니카야(Aṅguttara Nikāya, A, AN) 또는 증지부(增支部)는 팔리 경장(Sutta Piṭaka) 5부(Pañca Nikāya, 五部) 중 네번째 묶음으로, 짧은 길이의 경을 모은 것이다.
약 2308개의 경이 11장(nipāta, 章)으로 나뉘어 있는데, 각 장의 숫자와 관련된 내용으로 정리되어 있다. 각 장은 다시 10개의 품(品)으로 나뉜다.
한역본(漢譯本)은 동진(東晋) 승가제바(僧伽提婆)가 한역(漢譯)한 《증일아함경(增壹阿含經)》(K.0649, T.0125)인데, 구성에 차이가 있다.

## 구성
1. Ekaka-nipāta, 일집(一集)
2. Duka-nipāta, 이집(二集)
3. Tika-nipāta, 삼집(三集)
4. Catukka-nipāta, 사집(四集)
5. Pañcaka-nipāta, 오집(五集)
6. Chakka-nipāta, 육집(六集)
7. Sattaka-nipāta, 칠집(七集)
8. Aṭṭhaka-nipāta, 팔집(八集)
9. Navaka-nipāta, 구집(九集)
10. Dasaka-nipāta, 십집(十集)
11. Ekādasaka-nipāta, 십일집(十一集)

## 한국어 번역

### 완역
- 강종미 옮김, 《앙굿따라니까야: 부처님의 말씀》(천안: 호두마을선원), 제1권~제2권, 2009. — 제4장 4품 일부까지
- 전재성 역주, 《(세계최초완전복원번역 앙굿따라니까야)앙굿따라니까야》, 제1권~제11권, 2007~2008. — 1·2권, 8·9권은 합본으로 모두 9권.
- 대림 옮김, 《(빠알리 경장)앙굿따라 니까야: 숫자별로 모은 경》(울산: 초기불전연구원), 제1권~제6권, 2006~2007.

### 발췌역
- 대림 옮김, 《가려뽑은 앙굿따라 니까야》(초기불전 시리즈 4, 울산: 초기불전연구원), 2008.
- 전재성 역주, 《(앙굿따라니까야 앤솔로지)생활 속의 명상수행: 한 권으로 읽는 앙굿따라니까야》(서울: 한국빠알리성전협회), 2007.
- 최봉수 지음, 〈증지니카야—남방의 증일아함〉, 《원시불교 원전의 이해》(불광불학총서 11, 서울: 불광출판부), 8장, 427~512쪽, 1993.

## 주석서
- 부다고사의 Manorathapurani

## 같이 보기
- 팔리어 대장경
- 경장